# Királynék völgye 68
A Királynék völgye 68 (QV68) egy ókori egyiptomi sír a Királynék völgyében. Tulajdonosa a XIX. dinasztia idején élt Meritamon hercegnő-királyné, II. Ramszesz és Nofertari lánya.
A sírt Champollion és Lepsius is említi, utóbbi 12-es számmal, és rövid leírást is ad róla. A feltárásra Ernesto Schiaparelli (a torinói Egyiptomi Múzeum igazgatója) vezetésével került sor.
A sír nagyméretű, kialakításában hasonlít anyja, Nofertari (QV66), nagyanyja, Mut-Tuja (QV80) és nővére, Bintanath (QV71) sírjához. Egy lépcső vezet le a sírba, melynek nagy, egyoszlopos terméből nyílik a sírkamra. Az oszlopos terem két oldalán, valamint a lépcső mellett egy-egy mellékkamra, a sírkamra hátsó falán pedig egy további mellékkamra nyílik. A sírkamra falában falfülkéket alakítottak ki az ún. varázstéglák számára. A sírkamrában állt Meritamon vörösgránit szarkofágja, amely ma Berlinben található (15274). Ennek feliratai felsorolják az elhunyt címeit: „a király leánya, nagy királyi hitves, a Két Föld úrnője, Meritamon, az igaz hangú” és „az Ozirisz, a király szeretett leánya, nagy királyi hitves, a Két Föld úrnője, Meritamon, az igaz hangú.” (Oziriszként és igaz hangúként hagyományosan az elhunytakra utaltak.)
A sír díszítése nem maradt fenn jó állapotban. A ránk maradt jelenetek istenek társaságában ábrázolják Meritamont, többek közt Neith, Thot, Ré-Harakhti, Hnum és Ptah előtt. Egy, az északi falon fennmaradt jelenetben színes ruhákkal teli ládát szentel fel Ozirisz és a Nyugat istennője, Hathor előtt. A nyugati falon Ízisz és Harsziésze, a keletin Ptah-Szokar-Ozirisz előtt látható az elhunyt. A díszítés eltér a QV60 (húga, Nebettaui sírja), a QV66 és a QV80 dekorációjától, melyben túlsúlyosak az írott szöveges részek (a Halottak Könyve fejezetei).